# إسكيتيلا
إسكيتيلا (بالإيطالية: Ischitella)‏ هي بلدية في مقاطعة فودجا في إقليم بوليا الإيطالي.

## السكان
في سنة 1861 بلغ عدد السكان 4٬566 نسمة، وتطور العدد ليصل في سنة 2011 لـ 4٬316 نسمة.
يظهر هذا المخطط البياني تطور النمو السكاني لـ إسكيتيلا